# Tonči Erjavec
Tonči Erjavec (Španovica, 1925. – Pakrac, 2013.) je hrvatski povjesničar amater. 
Napisao je knjigu Španovica. Kronika nastajanja i nestanka koja obrađuje povijest sela Španovica. Selo, naseljeno Hrvatima a opkoljeno srpskim selima, bilo je 1941-1942. ustaško uporište. U napadu partizana 5-6. listopada 1942. izvršen je pokolj brojnih stanovnika, selo je do temelja uništeno i nakon rata je onemogućena obnova. Erjavec savjesno prikuplja svu relevantnu građu da bi došao do potpune objektivne istine o tragičnim događajima, bez jednostranosti i bez lažne neutralnosti. 
Napisao je također i knjigu uspomena na djetinjstvo Ajde, dida, kad si bio mali, objavljenu 1999. uz ilustracije Radovana Devlića.

## Djela
- Španovica. Kronika nastajanja i nestanka, Zagreb: Novi Liber, 1992.
- Ajde, dida, kad si bio mali, Zagreb: Vlastita naklada, 1999.
- Pakrac i Lipik uoči rata 1991. godine: prvi pucnji u Hrvatsku, Pakrac: Poglavarstvo Grada Pakraca, 2001.
- Prilog povijesti veterinarstva i stočarstva na području općine Pakrac - 40. obljetnica Veterinarske stanice Pakrac, Pakrac: Veterinarska stanica Pakrac,1989.

## Unutarnje poveznice
- Zavičajna zajednica Španovčana